# Dikbekkraai
De dikbekkraai (Corvus macrorhynchos) is een zangvogel uit de familie Corvidae (kraaien). 

## Verspreiding en leefgebied
Deze soort komt voor in Azië en telt acht ondersoorten:
- C. m. japonensis: centraal en zuidelijk Sachalin, de Koerilen en Japan.
- C. m. connectens: de Riukiu-eilanden (zuidwestelijk van Japan).
- C. m. osai: de zuidelijke Riukiu-eilanden (zuidwestelijk van Japan).
- C. m. mandshuricus: oostelijk en zuidoostelijk Siberië, noordelijke Sachalin, Korea en noordoostelijk China.
- C. m. colonorum: centraal en zuidelijk China, Taiwan, Hainan (zuidoostelijk China) en noordelijk Indochina.
- C. m. tibetosinensis: van Tibet en de oostelijke Himalaya tot noordelijk Myanmar en zuidelijk China.
- C. m. intermedius: Afghanistan en Pakistan door de centrale Himalaya.
- C. m. macrorhynchos: centraal en zuidelijk Maleisië en de Soenda-eilanden.